# میرزا محمود شیرازی
میرزا محمود شیرازی از فعالین جنبش مشروطه و در میان اعضای انجمن باغ میکده و بابیان برجسته ای چون شیخ محمدمهدی شریف کاشانی، ملک المتکلمین، سید جمال واعظ، سید محمدرضا مساوات، سید اسدالله خرقانی، ابوالحسن میرزا قاجار - آقا میرزا محسن (برادر صدرالعلما) - سلیمان خان میکده - یحیی دولت‌آبادی- شیخ مهدی بحرالعلومی - محمدعلی خان نصرت السلطان - جهانگیرخان صوراسرافیل، میرزا عباس علی خان شوکت، حامدالملک شیرازی، حاج میرزا علی محمد دولت‌آبادی و … حضور داشت.